# هایکاوان (هادروت)
هایکاوان (به ارمنی: Հայկավան) یک منطقهٔ مسکونی در جمهوری آرتساخ است که در استان هادروت واقع شده‌است.